# Atrichopogon bakeri
Atrichopogon bakeri är en tvåvingeart som beskrevs av John William Scott Macfie 1939. Atrichopogon bakeri ingår i släktet Atrichopogon och familjen svidknott.
Artens utbredningsområde är Uganda. Inga underarter finns listade i Catalogue of Life.